# Hagmore Green
Hagmore Green – przysiółek w Anglii, w hrabstwie Suffolk, w dystrykcie Babergh, w civil parish Boxford. Znajduje się 20 km od Ipswich.